# Éosphoros et Hespéros
Pour les articles homonymes, voir Hespéros et Lucifer (homonymie).
Dans la mythologie grecque, Éosphoros (Ἑωσφόρος / Heōsphóros, « porteur de la lumière de l'aurore ») et Hespéros  (Ἓσπερος / Hésperos, « du soir ») sont deux frères qui personnifient l'« étoile du matin » (pour le premier) et l'« étoile du soir » (pour le second). Le premier représente la planète Vénus (visible un peu avant l'aurore), le second représente la même planète (visible après le crépuscule).
Les Romains ont assimilé Éosphoros à leur Lucifer et Hespéros à leur Vesper.

## Éosphoros
L'astre du matin, sous le nom d'Éosphoros (Ἑωσφόρος / Heōsphóros), apparaît pour la première fois dans Homère au chant XXIII, 226-227 de L'Iliade. La traduction de Frédéric Mugler fait commencer le nom Éosphoros par une minuscule ; rien ne permet donc d'assurer ici qu'il s'agit d'une personnification. L'aurore (Ἠώς / Ēṓs), elle-aussi, est écrite par les éditeurs soit avec une minuscule soit avec une majuscule, alors qu'Homère, précédemment, l'avait clairement personnifiée (chants II, 48 ; VIII, 1 et 565 ; IX, 707 ; XI, 1-2 ; XIX, 1-2 ; XXIII, 109). En fait, les manuscrits anciens ne comportant ni majuscules ni minuscules, les éditeurs du texte grec font débuter le nom d'Eosphoros soit par un epsilon minuscule, soit majuscule. Toutefois, l'édition critique de référence par Dindorf donne un epsilon majuscule à Éosphoros. 
« Mais quand l'étoile du matin vint annoncer le jour et que l'aurore aux voiles de safran couvrit la mer, le feu du bûcher s'apaisa... » (il s'agit du bûcher de Patrocle). 
Hésiode (Théogonie, 375-383), quant à lui, personnifie l'astre du matin et lui donne une généalogie (les éditeurs modernes donnent ici à Eosphoros un epsilon majuscule) :
« Unie d'amour à Crios, Eurybié, divine entre les déesses, enfanta le grand Astraios, et Pallas, et Persès qui entre tous brillait par son savoir. À Astréos (Ἀστραῖος, Astraîos), Éos (Ἠώς / Ēṓs, l'Aurore) enfanta les vents au cœur violent : Zéphyr qui éclaircit le ciel, Borée à la course rapide, Notos enfin, naquirent de l'amour de la déesse entre les bras du dieu. Et, après les vents, déesse de l'aube, elle enfantait l'Étoile du matin (Eωσφόρος) et les Astres étincelants dont se couronne le ciel. »
Éosphoros passe aussi pour le fils d'Éos et de Céphale (Κέφαλος, Képhalos). Il traverse le ciel peu avant l'aube qui précède elle-même le jour. Tandis qu'Éos s'occupe du char d'Hélios (le Soleil), Éosphoros s'occupe du char de sa mère.
Le pseudo-Apollodore (Bibliothèque, livre I, chap. 7, §3) lui donne un fils, Céyx (Κήυξ, Kếux) / En 1805, E. Clavier traduit (selon l'habitude de l'époque) Ἑωσφόρος par « Lucifer »,.
Éosphoros passe aussi pour le père de Dédalion (Δαιδαλίων / Daidalíōn).
Dans certaines sources, Éosphoros serait le père des Hespérides.

### Phosphoros
Éosphoros (comme astre du matin) est aussi appelé Phosphoros (« porteur de lumière »). Martial (8, 21, 1) latinisera Phosphoros en Phosphorus.Φαοσφόρος (Phaosphoros) et Φαεσφόρος (Phaesphoros) sont des formes du même nom dans certains dialectes grecs[réf. souhaitée].
À l'origine, φωσφόρος / phōsphóros est un adjectif composé de φῶς / phôs (« lumière ») et de φέρω / phérō (« porter »). Il signifie « qui apporte la lumière, qui donne la lumière ». La forme φαεσφόρος / phaesphóros apparaît chez Eschyle (-525 à -456) (Agamemnon, 489) et Euripide (-480 à -406) (Hélène, 629).

### Galerie: Éosphoros-Phosphoros
- IIe siècle : Séléné, déesse de la Lune, entourée de Phosphoros (l'étoile du matin) et de son frère Hespéros (l'étoile du soir). Marbre, art romain (Italie). 
  - dessin : la déesse Séléné, illustration du Meyers Lexikon de 1888. Elle est entourée par Phosphoros (torche vers le haut) et Hespéros (torche vers le bas).
- 1763 : François Boucher : Êos (Aurore), Céphale, et Phosphoros (qui tient la torche).
- 1881 : Evelyn De Morgan (1855-1919). Phosphoros se lève à l'est (à droite), Hespéros se couche à l'ouest (à gauche).
- 1897 : Wyspiański - Dzieła malarskie - Jutrzenka (Pologne) : Hélios (au fond), Phosphoros, une femme (Êos (Aurore) ?), Hespéros.

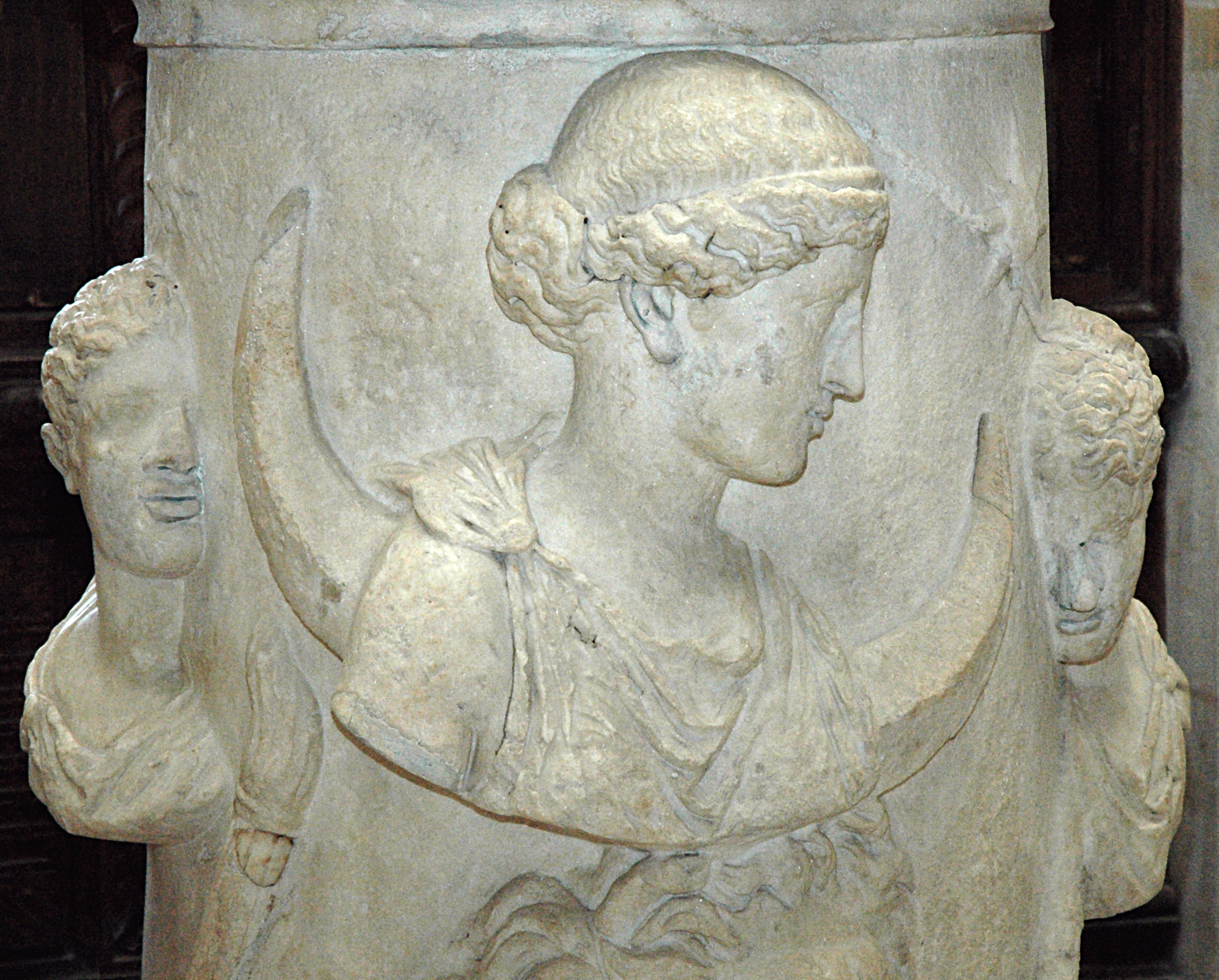
Séléné, entourée de Phosphoros et Hespéros.
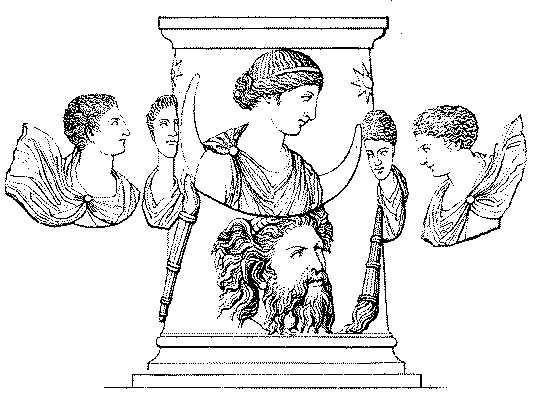
Séléné, Phosphoros et Hespéros.
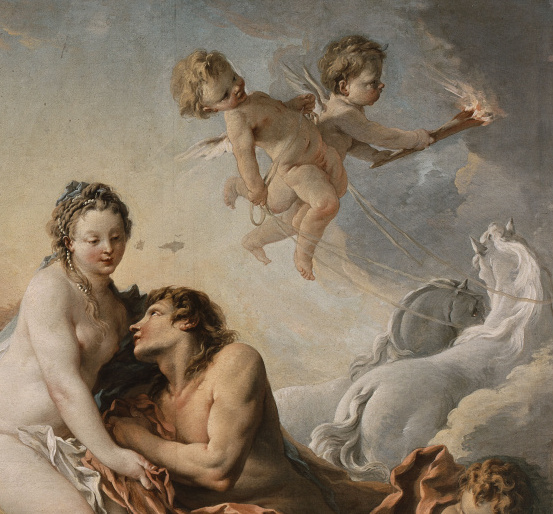
Eos (Aurore), Céphale et Phosphoros (1763).
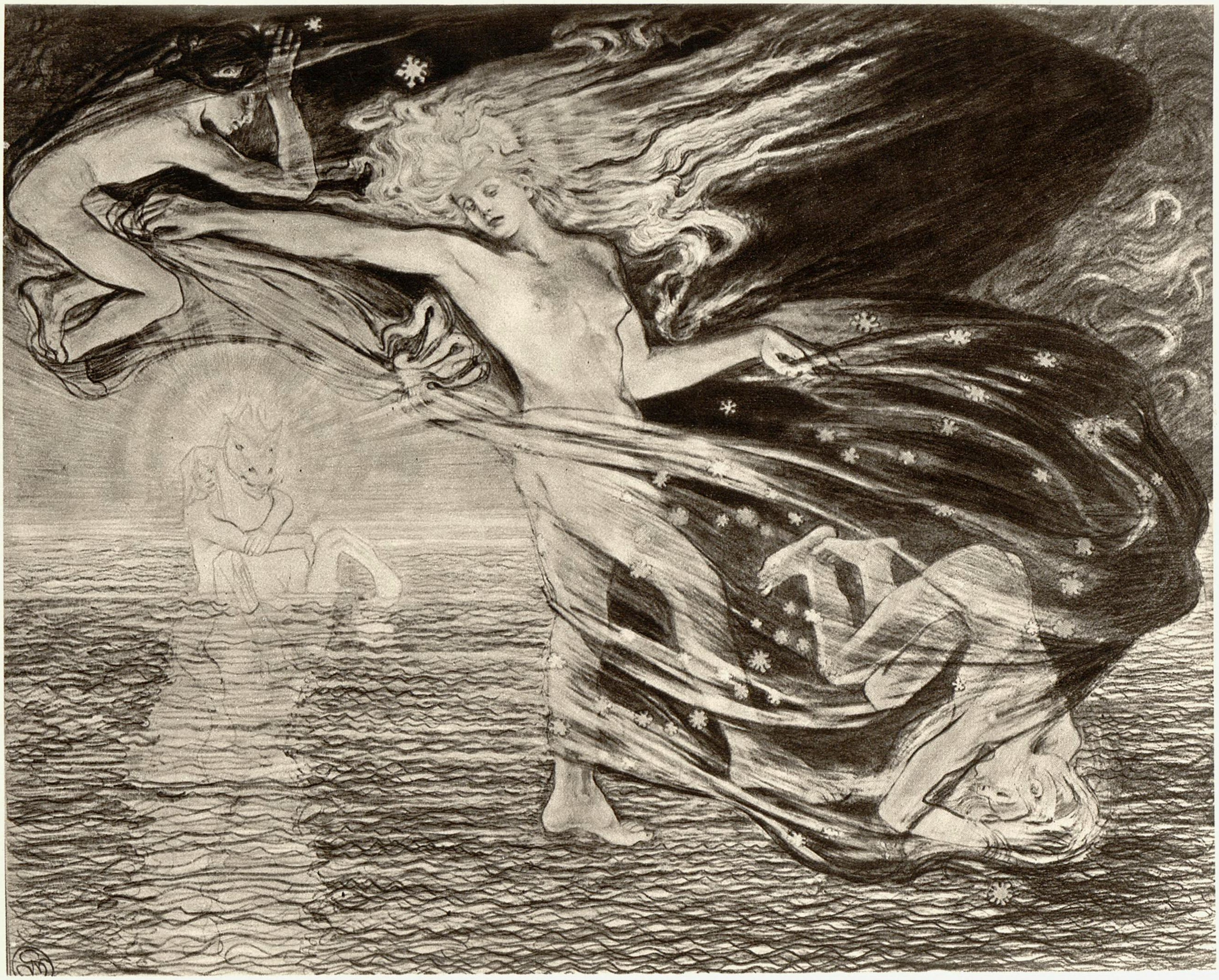
Phosphoros et Hespéros (1897).

## Hespéros
Éosphoros a un frère, Hespéros (Ἓσπερος / Hésperos, « du soir ») qui est la personnification du même astre mais quand il se couche peu après le crépuscule. Les Romains l'assimileront à leur Vesper. Cicéron (De natura deorum, 2, 53) le latinisera en Hesperus. Les Romains ont aussi appelé l'étoile du soir Vesperugo, Noctifer et Nocturnus.

Hespéros apparaît pour la première fois dans Homère au chant XXII, 317-318 de L'Iliade : 
« Comme, au cœur de la nuit, s'avance, au milieu des étoiles, Hespéros, l'astre le plus brillant qui soit au firmament. » (traduit par le latin Vesper mais bien écrit Ἓσπερος dans le texte grec).

### Galerie: Hespéros
- Ier siècle : concours entre Vénus et Hespérus, Apollon servant de juge. Provenance : Casa di Gavius Rufus, Pompeii (VII 2, 16-17, exedra o). La seconde image donne un détail.
- IIe siècle : mosaïque représentant une épée, un croissant de Lune, l'étoile du soir Hespéros / Phosphoros et la faux de Saturne, attributs du 5e grade d'initiation du culte de Mithra (Perse). Mitreo di Felicissimus, Ostia Antica, Latium, Italie. Notons que dans ce titre Hespéros est lui-aussi appelé Phosphoros.
- ca.1765 : Anton Raphael Mengs (1728-1779) : Hesperus comme personnification du soir. La toile fait partie d'un ensemble de quatre tableaux représentant les personnifications des heures de la journée peints afin de servir de dessus de porte pour le boudoir de Marie-Louise, princesse d'Asturies.
- 1844 : William Etty (1787-1849) : Hesperus / Hespérus (ailé) et les Hespérides.
- 1904 : couverture de magazine illustrant Luceafărul (« L'étoile du soir ») sous la forme d'un jeune homme tenant une boule de lumière.
- 1904 : imprimé en couverture de Luceafărul, magazine roumain de Budapest, illustrant le poème éponyme de Mihai Eminescu[16] (sa 13e strophe est citée dans la calligraphie en haut).
- 1923 : chromolithographie pour le poème Luceafărul, 15e strophe : apparaissant comme un « jeune homme juste », l'Étoile du soir revient de la mer pour rencontrer son admiratrice Cătălina.

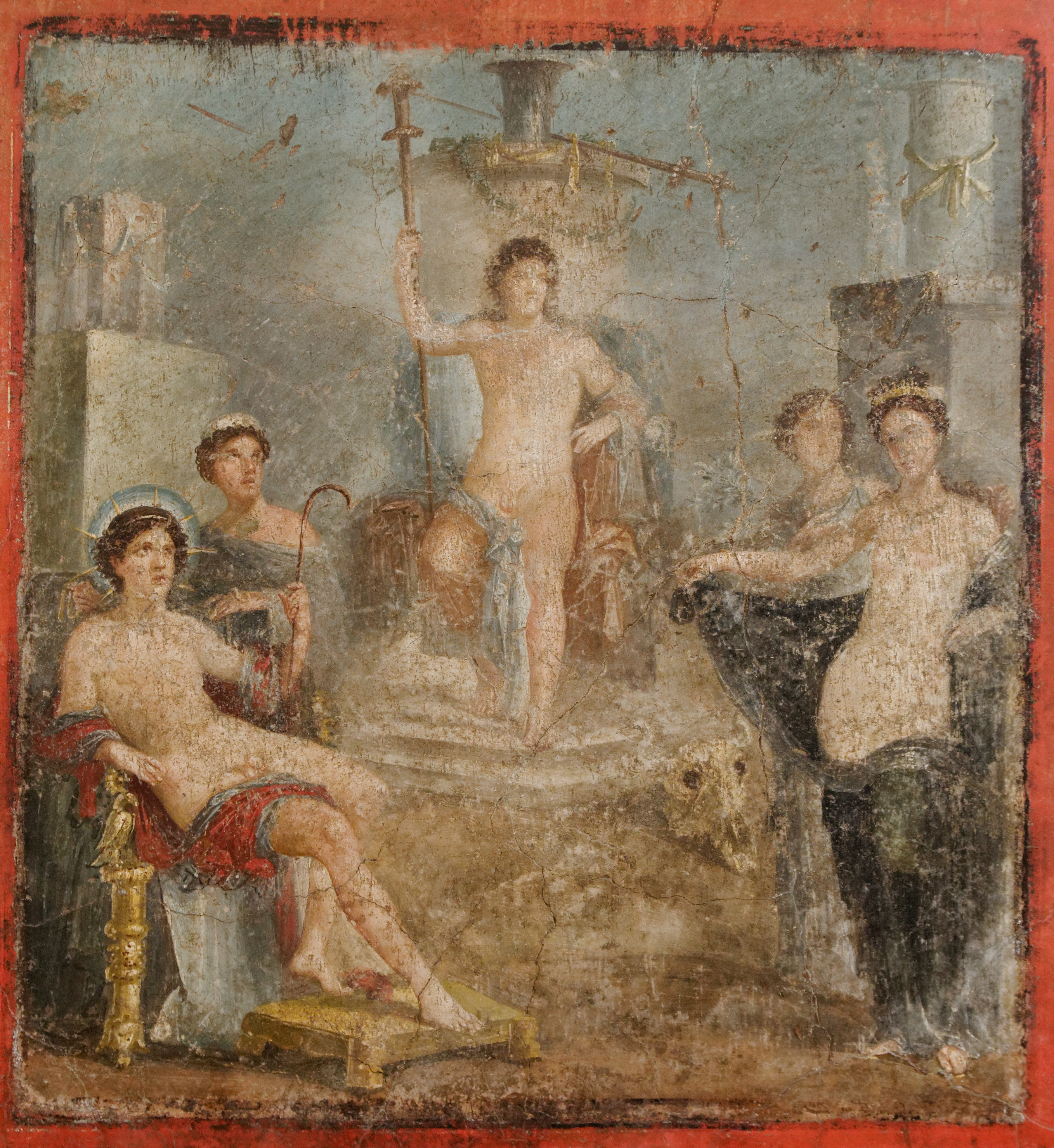
Hesperus, Apollon, Vénus.
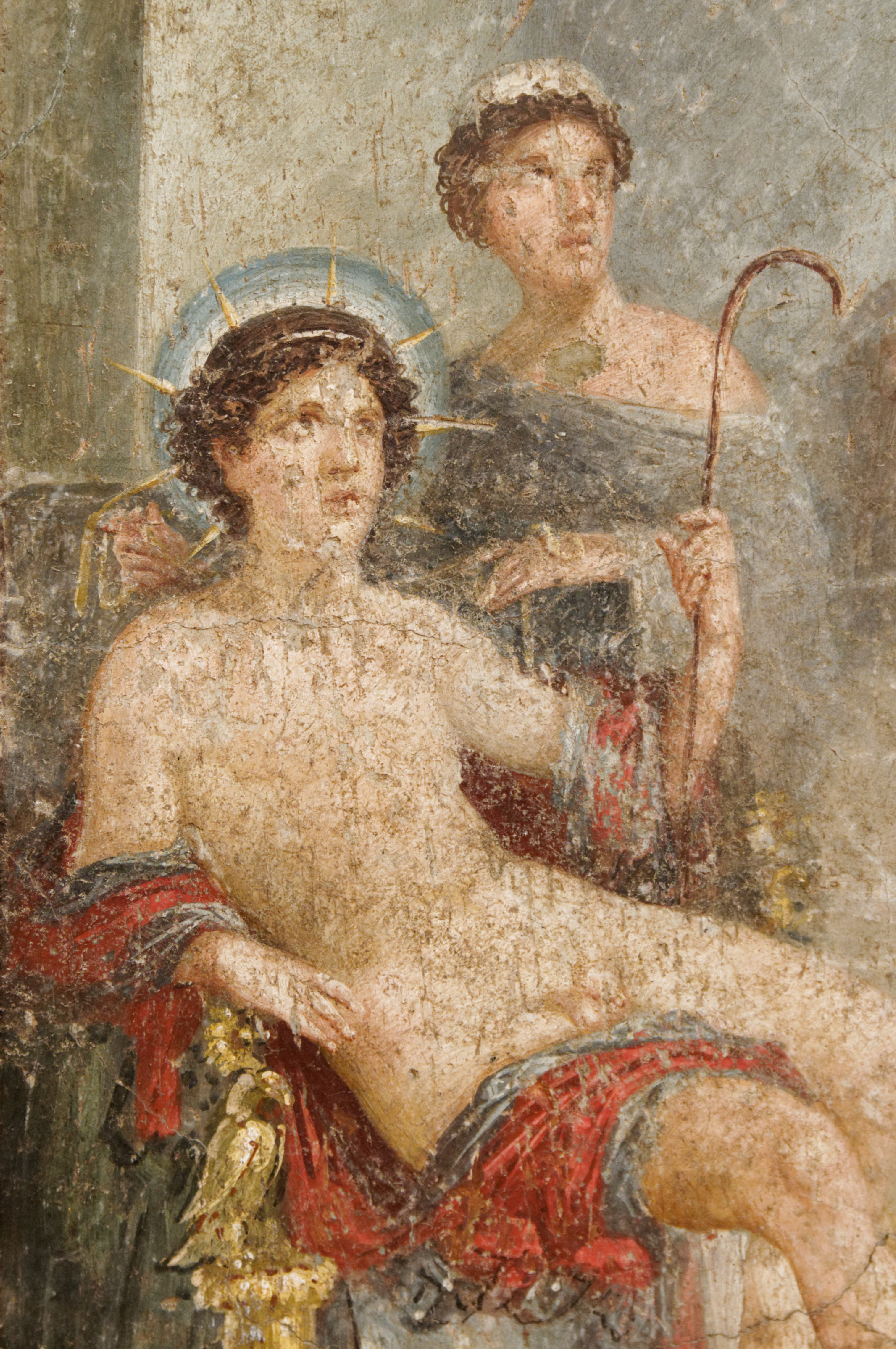
Hesperus (détail).
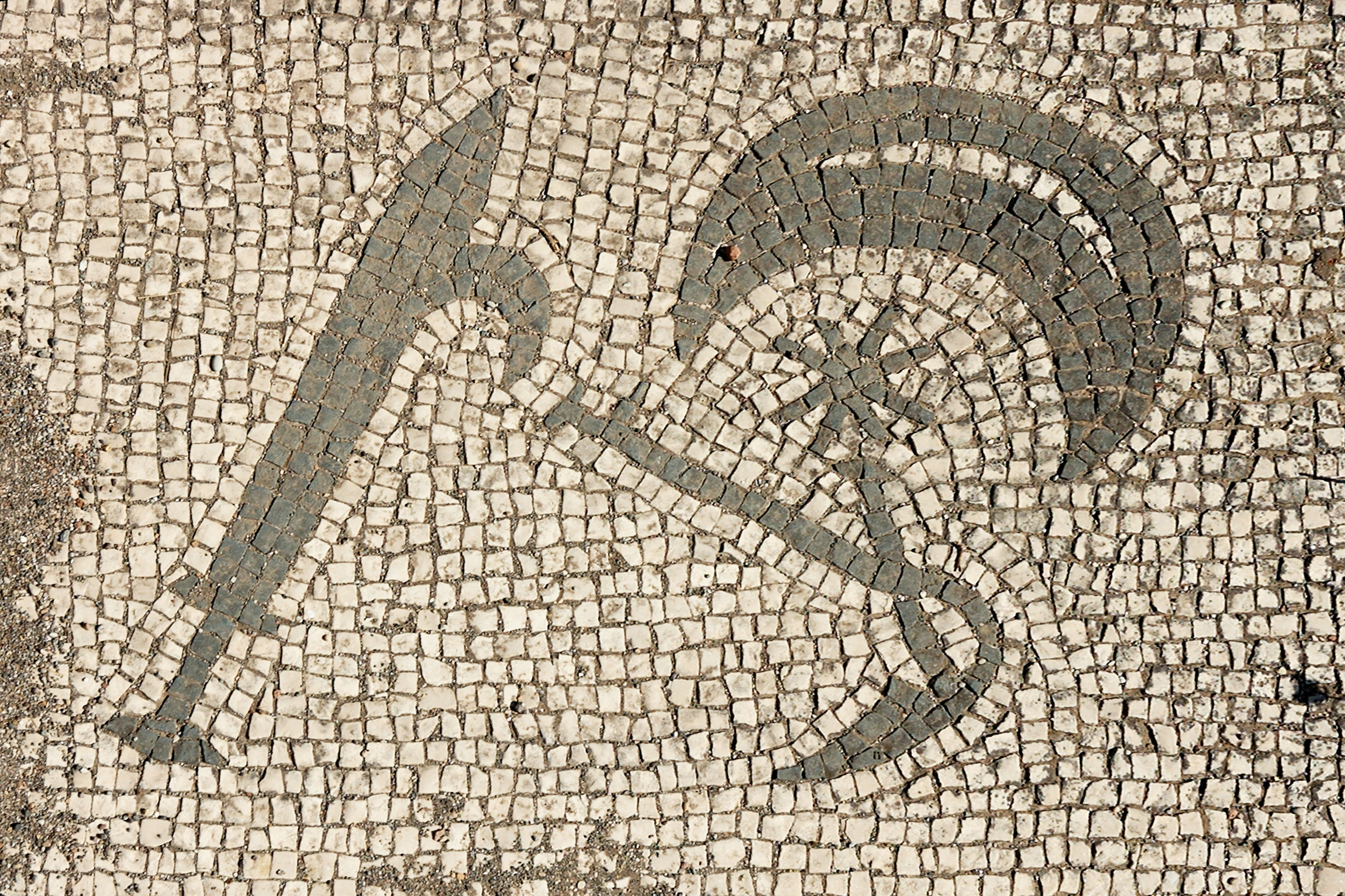
Hespéros/Phosphoros représenté par une étoile.
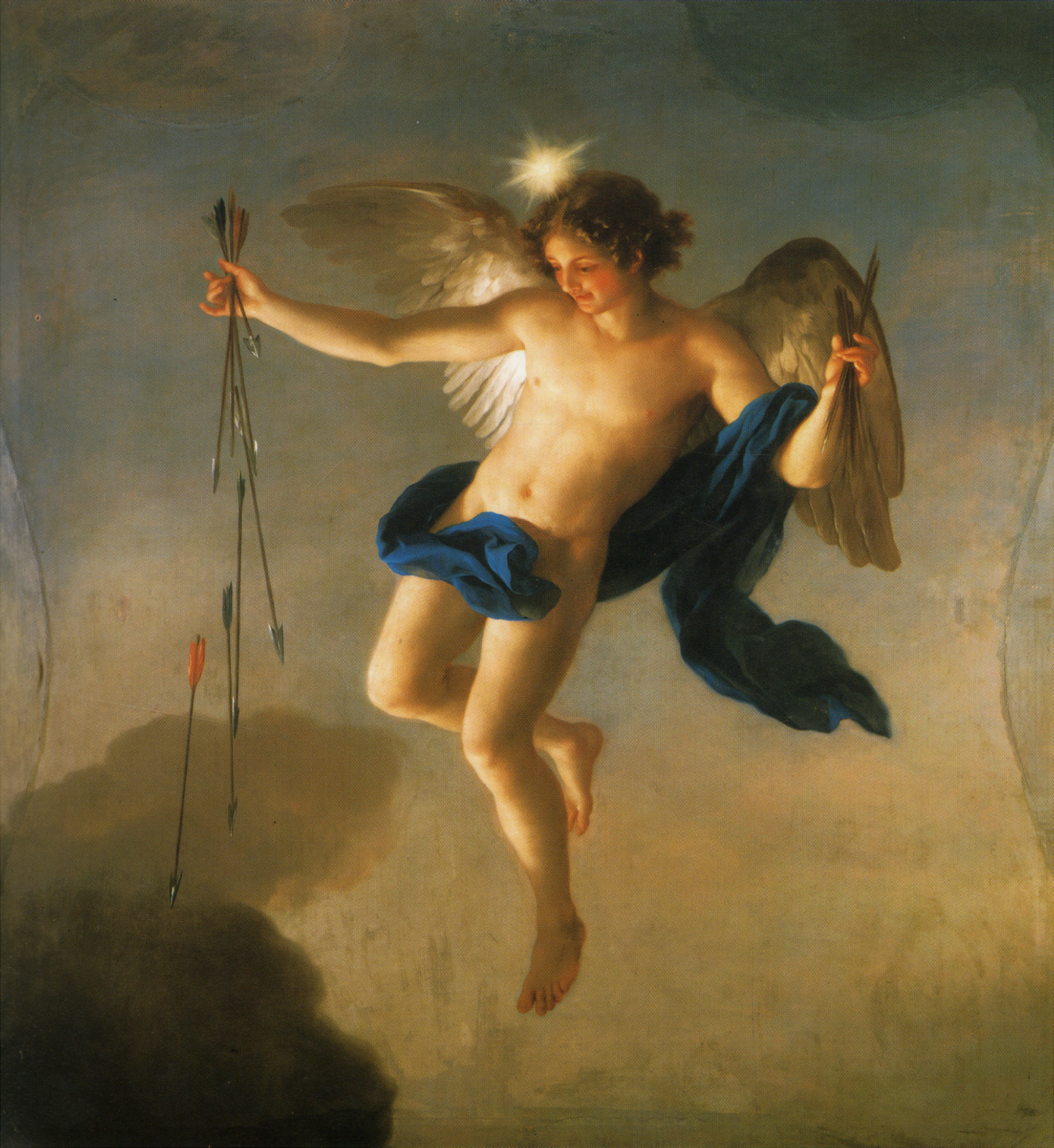
Hesperus.
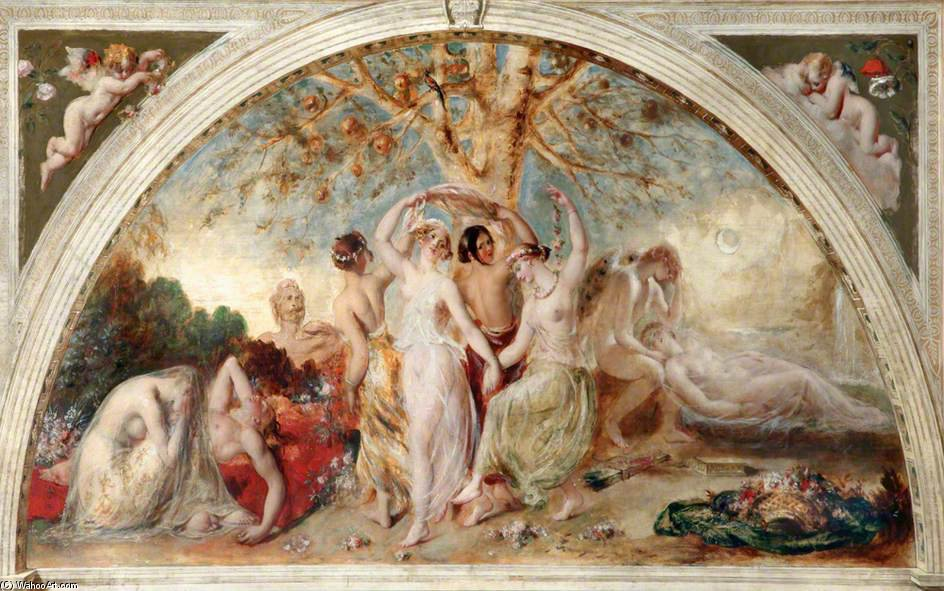
Hespérus et les Hespérides.
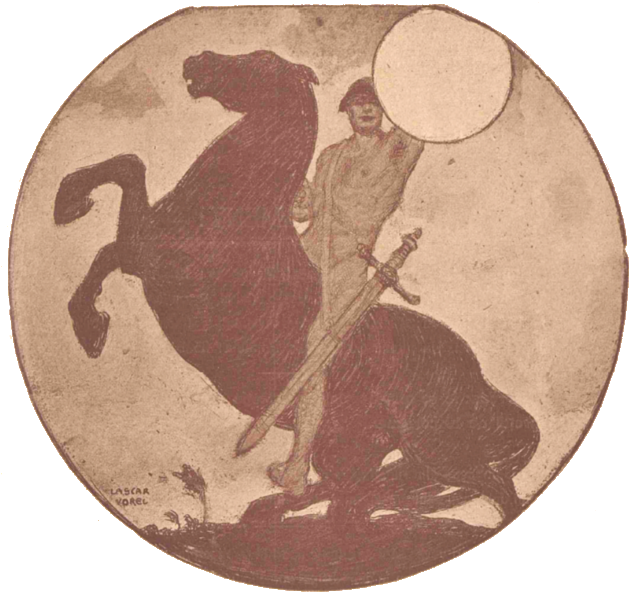
L'étoile du soir (sous la forme d'un jeune homme tenant une boule de lumière).
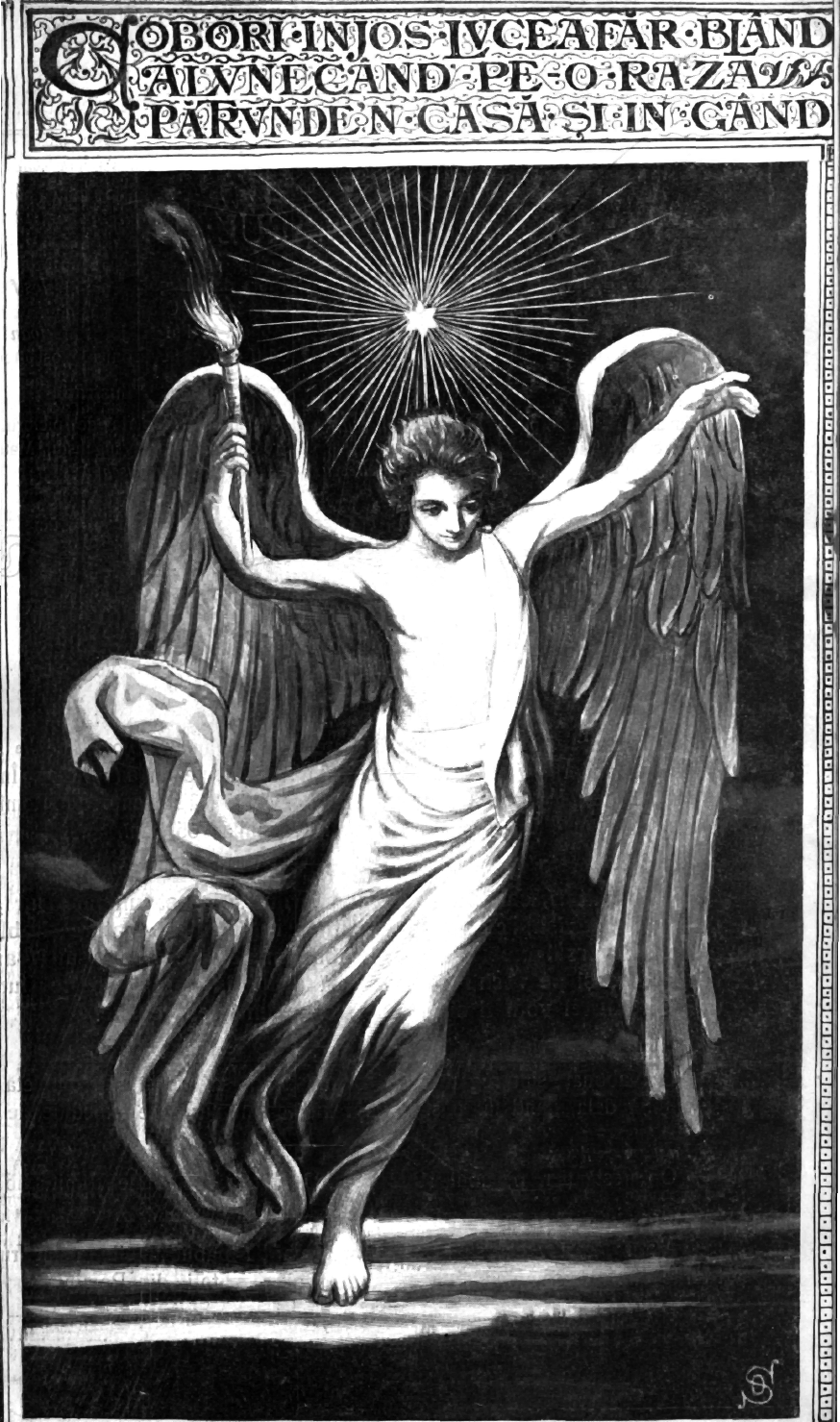
L'étoile du soir.
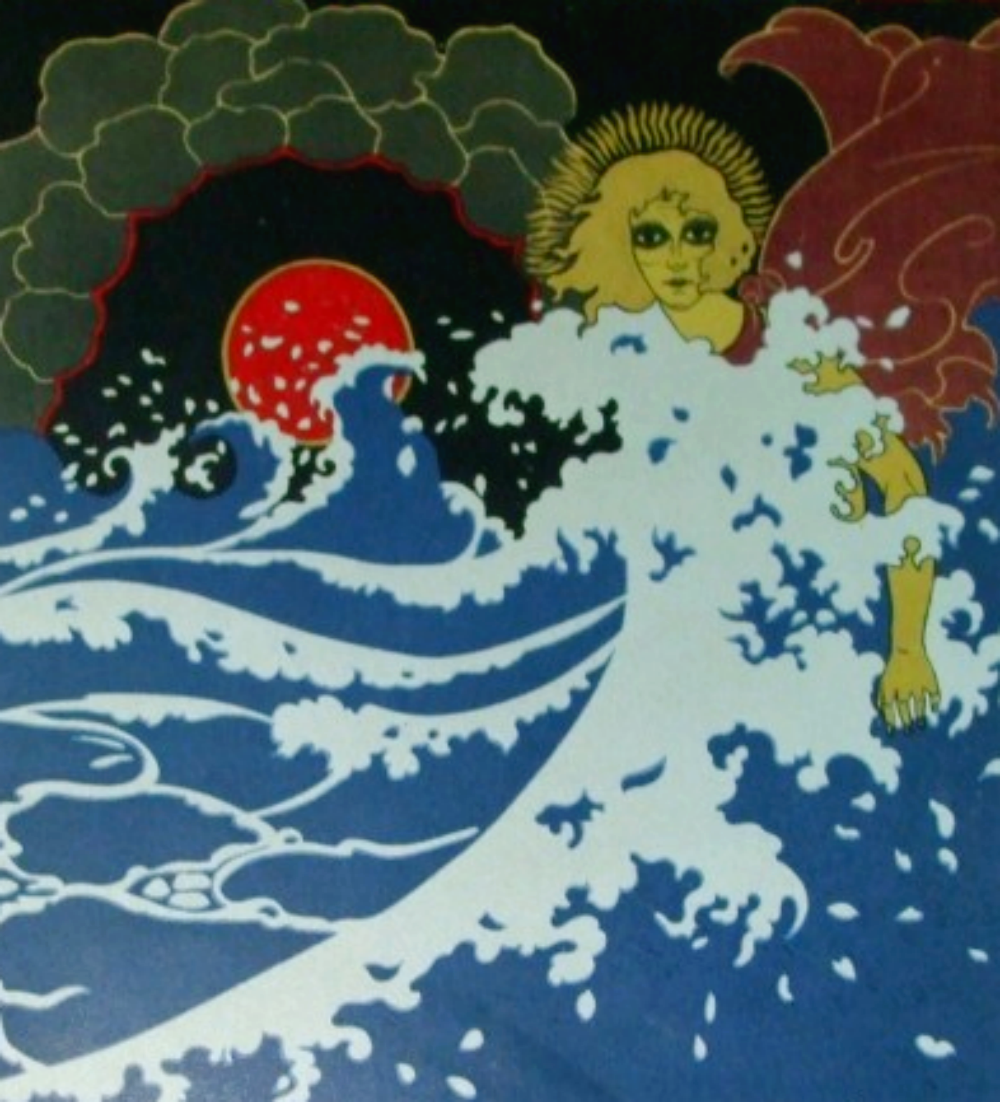
L'Étoile du soir.

## Deux divinités pour un seul astre
Bien qu'Éosphoros-Phosphoros et Hespéros soient la personnification de la même planète Vénus, ils furent considérés, à l'origine, comme deux personnages différents. Ce n'est que plus tard que l'on se rendit compte qu'Éosphoros et Hespéros n'étaient qu'un seul et même astre (la planète Vénus).
À ce moment-là, ils perdirent toute signification et disparurent, leur tâche étant alors dévolue à Hermès, le messager des dieux.
Les Romains ont ensuite assimilé Éosphoros à leur Lucifer et Hespéros à leur Vesper.
Cicéron (De Natura Deorum 2, 20, 53) écrit :  « Stella Veneris, quae Φωσφόρος Graece, Latine dicitur Lucifer, cum antegreditur solem, cum subsequitur autem Hesperos » / « L'étoile de Vénus, appelée Φωσφόρος en grec et Lucifer en latin lorsqu'elle précède le soleil, Hésperos quand il le suit ». 
Pline l'Ancien (Histoire naturelle 2, 36) écrit : « Sidus appellatum Veneris… ante matutinum exoriens Luciferi nomen accipit… contra ab occasu refulgens nuncupatur Vesper » / « L'étoile appelée Vénus [...], lorsqu'elle se lève le matin, porte le nom de Lucifer [...] mais, lorsqu'elle brille au coucher du soleil, elle s'appelle Vesper. »

## Correspondances orientales

### Dans le culte de Mithra
Les jumeaux Cautès et Cautopatès, compagnons de Mithra Tauroctone, sont eux-aussi représentés avec l'un une torche levée, l'autre une torche abaissée. Entre eux, Mithra représente le dieu-Lumière. Cautès représente la lumière du matin, Cautopatès la lumière du soir. Ces jumeaux semblent être les avatars des dieux orientaux Shahar et Shalim, quelquefois assimilés aux Dioscures.

### Sources
- Hésiode, Théogonie [détail des éditions] [lire en ligne] (vers 381).
- Hygin, Fables [détail des éditions] [(la) lire en ligne] (LXV).
- Ovide, Métamorphoses [détail des éditions] [lire en ligne] (XI, 271).
- Virgile, Énéide [détail des éditions] [lire en ligne] (I, 371 et suiv.).